# Asesinato de Amber Creek
Amber Gail Creek (Park Ridge, Illinois; 2 de julio de 1982 - fallecida en Wisconsin en febrero de 1997) fue una adolescente estadounidense asesinada en febrero de 1997. Su cuerpo fue encontrado en Burlington (Wisconsin), no mucho después de que se escapara de un albergue juvenil. Creek permaneció sin identificar durante aproximadamente un año, y no fue hasta abril de 2014 cuando la policía detuvo a un sospechoso, James Eaton, que se declaró inocente de un cargo reducido de homicidio imprudente en 2016.

## Trasfondo
Amber Gail Creek nació el 2 de julio de 1982 en Park Ridge (Illinois), y se crio en la cercana ciudad de Palatine. Sufrió abusos sexuales a una edad temprana, por lo que fue apartada del cuidado de su madre y colocada con su padre, Robert Creek. Sus amigos y familiares la describían como una chica normal hasta mediados de 1996, en torno a los 14 años, cuando su comportamiento cambió drásticamente poco después de graduarse en octavo curso de secundaria. Creek empezó a sufrir largos periodos de depresión que la llevaron a consumir drogas y alcohol, y fue descrita como una fugitiva frecuente.
Creek pasó a estar bajo la tutela del Estado a finales de 1996 y se fugó varias veces antes de abandonar definitivamente un centro residencial de menores de North Side el 23 de enero de 1997. Aunque no reveló su paradero, hablaba regularmente por teléfono con sus familiares.

## Desaparición
Creek se escapó de un centro residencial juvenil de Chicago el 23 de enero de 1997 y fue dada por desaparecida. Fue vista con vida por última vez en febrero de 1997, cuando asistía a una fiesta en un hotel con un grupo de hombres en Rolling Meadows (Illinois).

## Asesinato
El 9 de febrero de 1997, unos cazadores descubrieron el cuerpo congelado de Creek en la reserva natural de Karcher Springs, cerca de Burlington (Wisconsin). Habían pasado unas dos semanas desde que se denunció su desaparición y se creía que había sido asesinada en otro lugar, que nunca ha sido identificado, y que después se habían deshecho de ella en la reserva natural.
Fue encontrada con una bolsa de basura de plástico alrededor de la cabeza, que se utilizó para matarla por asfixia. Había sufrido varias violaciones y numerosos abusos físicos, como palizas, cortes en la zona facial y mordiscos en el cuello que causaron una compresión que influyó en su muerte. La palabra "hola" estaba escrita en la palma de la mano de la chica, que estaba levantada hacia arriba. Se observó que en uno de sus brazos había una etiqueta con el precio de una librería. Llevaba poca ropa, ya que probablemente se la quitaron durante el asalto, incluida la chaqueta y la mochila que contenía objetos personales. Más tarde se descubrió su ropa interior en el bolsillo del pantalón. No se encontraron sus pertenencias en el lugar de los hechos, y es posible que el asesino se las llevara como recuerdo. Las autoridades suponen que Creek pudo haber sido asesinada por alguien que podría haber recibido servicios de prostitución de ella.
Alrededor de cien habitantes de Wisconsin asistieron al funeral de la víctima, entonces no identificada, donde fue enterrada en un ataúd donado. En un principio, Creek fue enterrada en una tumba en la que se leía "Jane Doe" (desconocida) debido a que aún no se conocía su identidad. Posteriormente fue enterrada de nuevo y se creó una nueva lápida con su nombre y fecha de nacimiento.

## Investigación
Al parecer, la policía dedicó miles de horas a comparar el ADN, los registros dentales y las huellas dactilares con muchos casos diferentes de personas desaparecidas. En consecuencia, su cuerpo no fue identificado hasta el 26 de junio de 1998. El ADN y los registros dentales ayudaron a confirmar la identificación. Tras ver el programa de televisión America's Most Wanted, emitido en diciembre de 1998, en el que se documentaba el caso, el padre de Creek notificó a la policía que sospechaba que el cuerpo pertenecía a su hija. Cuando Creek desapareció por primera vez, no se denunció su desaparición hasta pasadas cinco semanas, ya que su historial de fugas había impedido la investigación. Tras la identificación, se modificaron las leyes del estado para evitar que se repitiera un caso como éste.

### Arresto de James Eaton
En octubre de 2013, un laboratorio criminalístico de Oklahoma comenzó a reexaminar las huellas dactilares tomadas en escenas de asesinatos sin resolver. En febrero de 2014, se reabrió el caso de Creek; los examinadores de un laboratorio criminalístico de Oklahoma pudieron hacer coincidir la huella de un pulgar en la bolsa de basura que ocultaba el cadáver con la de James Paul Eaton, un hombre divorciado de 36 años. Eaton tenía diecinueve años en el momento del asesinato y vivía en Palatine (Illinois), la misma ciudad que Creek. Uno de los hombres vistos con Amber a principios de febrero de 1997 se parecía mucho a Eaton.
Las huellas dactilares de Eaton no estaban registradas en el momento del asesinato; sólo se registraron en 2000, tras su detención por posesión de parafernalia de drogas. Los investigadores localizaron al sospechoso en Chicago, y el 22 de marzo recogieron colillas de cigarrillos desechadas para cotejar su ADN con el hallado en la escena del crimen. Eaton fue detenido a principios de abril y encarcelado en Racine (Wisconsin). Las autoridades también revisaron su ordenador, su perfil de Facebook y su teléfono, y registraron su domicilio en busca de posibles recuerdos del lugar del crimen, ya que se sospechaba que el asesino se había llevado algunas de las pertenencias de Amber.
La policía intentó obtener una confesión de Eaton mostrándole imágenes de Creek cuando estaba viva y también mostrando fotos de su cuerpo después de que fuera encontrada.
El tío de Creek, Anthony Mowers, ha expresado que cree que otras personas pueden estar involucradas en el asesinato, en particular en el transporte de Eaton y Amber a Wisconsin, diciendo que ella puede haber creído que estaba siendo llevada a la residencia de su abuela que se encontraba en el estado en ese momento. La policía también ha declarado que creen que hay más personas que conocen detalles sobre el crimen. Todavía no se ha informado si la mordedura en el cuerpo coincidía con los registros dentales de Eaton, lo que también ha llevado a algunos a sospechar que ha habido más responsables de la muerte de la víctima. Se ha afirmado que su saliva fue encontrada en la escena, pero no se ha informado explícitamente de que la saliva estuviera en la zona de la mordedura.

### Juicio
Los cargos originales de Eaton consistían en asesinato en primer grado y ocultación de un cadáver, que conllevaban una pena de cadena perpetua. Se declaró inocente de ambos cargos en su comparecencia de octubre de 2014. El juicio propiamente dicho estaba previsto que comenzara en noviembre de 2015. Su abogado defensor declaró que no se les habían dado todas las pruebas disponibles en el caso, a pesar de los fuertes indicios de que jugó algún papel en la muerte de Creek. Sin embargo, la conferencia previa al juicio final y el juicio se retrasaron más tarde al 31 de mayo y 6 de junio de 2016, respectivamente, ya que la defensa estaba tratando de localizar a un individuo para examinar la marca de mordedura en el cuello de Creek, así como el ADN de la escena.
Un juez, convencido por el abogado de Eaton, dictaminó finalmente que la información que se obtuvo mediante el interrogatorio de Eaton tras su detención, incluida su reacción a las fotografías de Amber, no podía utilizarse en el juicio, ya que la policía había seguido interrogándole después de que solicitara un abogado. Los agentes de policía no reconocieron esta petición hasta la tercera vez que la hizo, el 5 de abril de 2014. Sin embargo, se dictaminó que la información obtenida por la policía al día siguiente aún podía utilizarse.
El 25 de octubre de 2016, Eaton se declaró inocente de un cargo reducido de homicidio imprudente en primer grado. Se está investigando a otro hombre anónimo por su presunta implicación en el asesinato. Eaton fue condenado a 40 años con posibilidad de libertad condicional al cabo de diez años.